# 6441 Міленаєсенська
6441 Міленаєсенська (6441 Milenajesenská) — астероїд головного поясу, відкритий 9 вересня 1988 року.
Тіссеранів параметр щодо Юпітера — 3,495.